# جائزة السلطان قابوس لحماية البيئة
جائزة السلطان قابوس للحفاظ على البيئة هي جائزة تُمنح مرة كل سنتين برعاية منظمة الأمم المتحدة للتربية والعلم والثقافة (اليونسكو) والسلطان قابوس بن سعيد سلطان عمان "لتكريم المساهمات البارزة للأفراد أو مجموعات الأفراد أو المعاهد أو المنظمات". في إدارة البيئة أو الحفاظ عليها، بما يتوافق مع سياسات اليونسكو وأهدافها وغاياتها، وفيما يتعلق ببرامج المنظمة في هذا المجال.
تتكون الجائزة من دبلوم ومنحة قدرها 70.000.00 دولار أمريكي، تمول من فوائد تبرع قدره 250.000.00 دولار أمريكي من السلطان قابوس بن سعيد.

## الفائزين
- 1991م: معهد البيئة بولاية فيراكوز، المكسيك.
- 1993م: البروفسور جان جينيك، جمهورية التشيك.
- 1995م:ا لسلطات المالاوية القائمة علي إدارة المحمية الطبيعية لبحيرة مالاوي في أفريقيا.
- 1997م: مناصفة بين كل من قسم العلوم البيئية لكلية العلوم بجامعة الأسكندرية بجمهورية مصر العربية، ودائرة حماية الغابات في سريلانكا.
- 1999م: مؤسسة تشارلز داروين، جزيرة جالاباجوس جمهوري الاكوادور.
- 2001م: جمعية تشاد للمتطوعين لحماية البيئة بجمهورية تشاد.
- 2003م: البروفيسور بير جوهان شي أخصائي التنوع الحيوي، بجمهورية النرويج.
- 2005م: إدارة الرصيف البحري المرجاني بأستراليا.
- 2007م: مناصفة بين د. جوليوس اوزلاني مدير معهد ايكولوجيا المناظر الطبيعية في الأكاديمية السلوفاكية للعلوم بسلوفاكيا، ومعهد صون التنوع البيولوجي في أديس أبابا بأثيوبيا.
- 2009م: هيئة الحدائق الوطنية التي يشرف عليها قسم المناطق الريفية والمناطق البحرية بوزارة البيئة الاسبانية.

## تقديم الجائزة
تقدم الجائزة على شكل شهادة تقديرية ومنحة مالية، ويطلق عليها اسم «جائزة السلطان قابوس لحماية على البيئة» وتحمل شهادة التقدير شعار السلطنة وشعار اليونسكو باللغتين العربية والإنجليزية وتم تحديد القيمة المالية بموجب نظام مالي تم اعتماده لهذا الغرض وتقدم هذه الجائزة كل عامين في احتفال تقيمه اليونسكو على هامش انعقاد المؤتمر العام للمنظمة وتحضره جميع الوفود المشاركة في المؤتمر إلى جانب جمع علمي ضخم من المهتمين بالبيئة والحفاظ عليها ومن المهتمين بالنشاط الفكري والعلمي للإنسان، إضافة إلى وفد عُماني رفيع المستوى.
وتتم عملية اختيار الفائزين بالجائزة من أفراد وجماعات ومنظمات ومؤسسات عن طريق المكتب الرسمي التابع للمجلس التنسيقي لبرنامج الإنسان والمحيط الحيوي «ماب».
وللمكتب الأحقية في اختيار الإجراءات الخاصة به لاختيار الفائز بهذه الجائزة، وفي حالة صعوبة إمكانية الوصول إلى قرار الاختيار فإن المكتب يقوم بالتشاور مع الجهات المسؤولة عن تنفيذ برامج اليونسكو في مجال الموارد الطبيعية والبيئية.
ومما يدفع كل مواطن عُماني إلى الفخر والاعتزاز هو أن اليونسكو ثمنت وقدرت هذه المكرمة السلطانية السامية في مجال البيئة وأخذت على عاتقها البحث عن الجهود الرائدة البارزة في هذا الجانب الحيوي لتمنح لأحدها وأفضلها... وحسب السلطنة بأنها قد أحدثت نشاطاً حيوياً في اليونسكو على وجه الخصوص وفي كافة أقطار الأرض على وجه العموم لم ينتبه إليه أحد ولم يحظ بالاهتمام المطلوب من قبل.

## مجالات الجائزة
تحدد المعايير العلمية للفوز بالجائزة بحيث يشترط أن يكون الأفراد أو المجموعات أو المعاهد أو الهيئات أو المنظمات التي ساهمت إسهاماً بارزاً في إحدى المجالات التالية: -
1. أبحاث في مجال صون البيئة والموارد الطبيعية.
2. حماية المحيط الحيوي.
3. التعليم والتدريب البيئي.
4. الحفاظ على التراث الطبيعي للإنسانية
5. خلق الوعي البيئي من خلال إعداد المعلومات البيئية البناءة.
6. تأسيس وإدارة المناطق المحمية، مثل المحميات وأماكن الآثار الطبيعية العالمية.